# Harald – Der Chaot aus dem Weltall
Harald – Der Chaot aus dem Weltall ist ein Science-Fiction-Film, der von Jürgen Egger geschrieben und verfilmt wurde. Die Hauptrollen spielen Heinrich Schafmeister und  Martina Gedeck.

## Handlung
Harald ist ein Außerirdischer, der einen Pauschalurlaub in einem „Einsteiger-Körper“ auf der Erde gebucht hat. Nachdem er per Transporterstrahl auf der Erde angekommen ist, versucht er bei der Lektorin Rica Reichmann unterzukommen. Deren Verehrer Frido Lipinski hält Harald für einen Nebenbuhler. Harald hat in der Folge große Probleme beim Erlernen menschlicher Verhaltensweisen, insbesondere bei der Interaktion mit Rica und Frido.

## Kritiken
„Daß der Film letztlich scheitert, liegt gar nicht mal an Schafmeister, der sich schlingernd, aber tapfer auf dem Grat der Erträglichkeit hält. Vielmehr ist Jürgen Eggers Regie viel zu einfallslos, seine Story weiß mit dem Außerirdischen kaum etwas anzufangen und flieht zu schnell in die Beziehungsecke.“